# 歐沃斯 (密蘇里州)
歐沃斯（英語：Auxvasse，/ʌvˈɔːz/ uv-AWZ）是位於美國密蘇里州卡勒韋縣的城市。

## 人口
根據2020年美國人口普查的數據，歐沃斯的面積為1.96平方千米，皆為陸地。當地共有人口1001人，而人口密度為每平方千米511人。